# پوینت نوآر
پوینت نوآر (به فرانسوی: Pointe-Noire)، به معنای نقطهٔ سیاه، یک شهر در جمهوری کنگو است. پوینت نوآر ۱٬۱۴۴ کیلومترمربع مساحت و ۷۱۵٬۳۳۴ نفر جمعیت دارد و ۱۴ متر بالاتر از سطح دریا واقع شده‌است. با در نظر گرفتن کل منطقه شهری و حومه، جمعیت این شهر به بیش از ۱ میلیون نفر می‌رسد.
پوینت نوآر مرکز اصلی تجاری جمهوری کنگو و دومین شهر بزرگ این کشور، پس از پایتخت آن یعنی برازاویل است. این شهر بر روی اراضی بین خلیج پوینت نوآر و اقیانوس اطلس واقع شده و از سال ۲۰۰۴ به عنوان یک منطقه خودگردان اداره می‌شود.
شهرهای نیواورلئان، لوئیزیانا و لو آور خواهرخوانده‌های پوینت نوآر هستند.

## تاریخچه
نام پوینت نوآر ("نقطه سیاه") را دریانوردان پرتغالی بر این منطقه گذاشتند زیرا در سال ۱۴۸۴ پاره‌ای از صخره‌های سیاه را در برآمدگی ساحل سنگی آن دیدند و برای آنان تبدیل به یک نقطه مرجع دریانوردی شد. اصل نام آن به زبان پرتغالی Ponta Negra بود. این محل بعداً، در سال ۱۸۸۳، یک شکل یک دهکده ماهیگیری کوچک درآمد.
پس از امضای معاهده‌ای از سوی فرانسوی‌ها با مردم محلی (لاوئونگوها) در سال ۱۹۱۰، آفریقای استوایی فرانسه ایجاد شد و شرکت‌های فرانسوی اجازه بهره‌برداری از کنگوی میانه (کنگو برازاویل امروزی) را پیدا کردند. به زودی ساخت راه‌آهنی که برازاویل، یعنی پایانه کشتیرانی در رودخانه کنگو و رودخانه اوبانگی، را به ساحل اقیانوس اطلس متصل می‌کرد، ضروری شد. 
از آنجایی که وجود تنداب‌ها حرکت در رودخانه کنگو را از کنار برازاویل غیرممکن می‌سازد، و محل پایانه ساحلی راه‌آهن باید امکان ساخت بندری با عمق کافی را فراهم می‌کرد، مقامات بر خلاف تصمیم قبلی، مکان پوینت نوآر را به جای لیبرویل انتخاب کردند.
پوینت نوآر در سال ۱۹۲۳، به عنوان پایانه راه‌آهن کنگو-به اقیانوس (CFCO) انتخاب شد و در سال ۱۹۲۷ برای حدود ۳۰۰۰ نفر سکنه آن زمان شهر، آب آشامیدنی فراهم شد.